# Andonios Grilos
Andonios Grilos (gr. Αντώνιος Γρύλλος ;ur. w 1917, zm. w 1993) – grecki zapaśnik walczący w stylu klasycznym. Olimpijczyk z Londynu 1948, gdzie zajął jedenaste miejsce w kategorii do 62 kg.
Mistrz Grecji w latach 1946–1949.

## Letnie Igrzyska Olimpijskie 1948
| Konkurencja          | Rundy eliminacyjne       | Rundy eliminacyjne  | Rundy eliminacyjne                | Klas. końcowa |
| Konkurencja          | Przeciwnik I             | Przeciwnik II       | Przeciwnik III                    | Miejsce       |
| -------------------- | ------------------------ | ------------------- | --------------------------------- | ------------- |
| 62 kg styl klasyczny | Luigi Campanella (ITA) P | Omar Blebel (ARG) Z | As-Sajjid Muhammad Kindil (EGY) P | 11.           |